# Złota urna
Złota urna (tyb.: གསེར་བུམ་སྐྲུག་པ; Wylie: gser bum skrug pa; chiń. upr. 金瓶掣签; chiń. trad. 金瓶掣籤; pinyin Jīnpíng Chèqiān) – procedura rozpoznania inkarnacji tybetańskich lamów, wprowadzona pod koniec XVIII wieku przez chińskiego cesarza Qianlonga.
Wobec regularnie powtarzających się w trakcie wyboru nowych Dalajlamów i Panczenlamów nadużyć takich jak nepotyzm, władca chiński wydał w 1792 roku edykt, na mocy którego wprowadzona została procedura losowania. Polegała ona na wyciągnięciu przez komisję lamów pod nadzorem reprezentującego władzę chińską ambana jednego spośród wrzuconych do specjalnej urny losów, na których zapisano imiona kandydatów w językach chińskim, mandżurskim i tybetańskim oraz ich daty urodzenia. Przesłana przez Qianlonga złota urna przechowywana jest w klasztorze Dżokhang. Podobna złota urna znajdowała się w świątyni Yonghegong w Pekinie i służyła do wyboru inkarnacji lamów mongolskich.
Traktowana jako symbol chińskiej władzy złota urna zaczęła być z czasem przez Tybetańczyków ignorowana. Często losowanie przeprowadzano już post factum, jedynie potwierdzając dokonane wcześniej tradycyjnymi metodami rozpoznanie nowej inkarnacji. W procedurze wyboru XIII i XIV Dalajlamy losowanie z użyciem urny zostało pominięte.
Złota urna jest współcześnie przywoływana przez władze ChRL jako jedno z historycznych świadectw chińskiej suwerenności w Tybecie. Poprzez losowanie ze złotej urny został wybrany w 1995 roku Gjalcen Norbu, narzucona przez Chińczyków inkarnacja XI Panczenlamy.